# Picco Puškin
Il Picco Puškin (in russo Пик Пушкина?) è un picco montuoso nella parte centrale della Catena del Caucaso. Si trova nella Cabardino-Balcaria in Russia e fa parte del massiccio del Dych-Tau (tra la vetta del Dych-Tau orientale e il picco Borovikov). Ha un'altezza di 5100 m Le vie di arrampicata hanno un grado di difficoltà fino a 5b.
È stato intitolato a Aleksandr Sergeevič Puškin nel 1938, nel centenario della morte.